# Eva Marie Saint
Eva Marie Saint (ur. 4 lipca 1924 w Newark) – amerykańska aktorka filmowa, teatralna i telewizyjna. Laureatka Oscara za drugoplanową rolę w filmie Na nabrzeżach (1954).

## Życiorys
Eva Marie Saint urodziła się w Newark w stanie New Jersey, jako córka Evy Marie (z domu Rice) i Johna Merle’a Sainta. Uczęszczała do Bethlehem Central High School w Delmar, którą ukończyła w 1942 (W 2006 aktorka została wpisana na listę honorową osób, które ukończyły tę szkołę). Studiowała aktorstwo na Bowling Green State University, gdzie była członkiem Delta Gamma Sorority. Na terenie kampusu Uniwersytetu Bowling Green jest teatr, nazwany jej imieniem. Była aktywnym członkiem w teatrze braterstwa Theta Alpha Phi.

### Kariera
Karierę rozpoczęła pod koniec lat 40., grywając w serialach telewizyjnych i na deskach broadwayowskich teatrów. W 1953 otrzymała nagrodę Drama Critics Award za występ w sztuce Hortona Foote’a The Trip to Bountiful, gdzie grała u boku Lillian Gish i Jo Van Fleet.
W filmie zadebiutowała w 1954, rolą w obrazie Na nabrzeżach w reżyserii Elii Kazana. Na planie aktorka partnerowała Marlonowi Brando i Karlowi Maldenowi. Za swój debiut Saint otrzymała Oscara dla najlepszej aktorki drugoplanowej. Rola Edie Doyle, siostry zamordowanego pracownika doków nowojorskich, otworzyła jej drzwi do kariery filmowej.

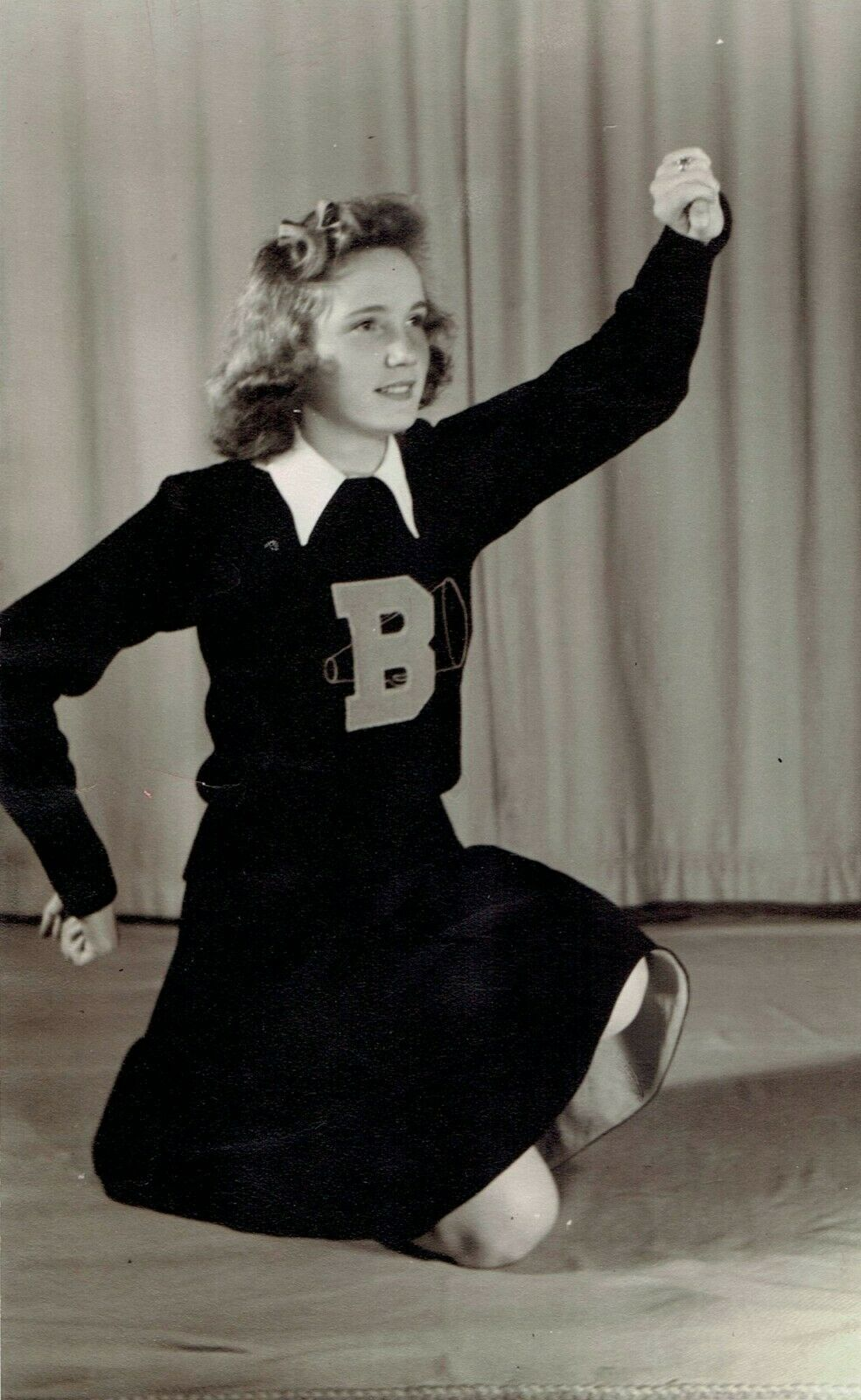
Saint w czasach szkoły średniej (1942)

Po sukcesie jaki odniósł film Na nabrzeżach, aktorka wystąpiła w boku Dona Murraya w obrazie Freda Zinnemanna Kapelusz pełen deszczu. Opowiadał on historię żołnierza, który po traumie wojny, coraz bardziej uzależnia się od narkotyków. Następnym jej filmem był melodramat Edwarda Dmytryka W poszukiwaniu deszczowego drzewa, gdzie Saint partnerowała Elizabeth Taylor i Montgomery’emu Cliftowi.
Reżyser Alfred Hitchcock zaskoczył wielu, wybierając Saint spośród dziesiątek innych kandydatek do roli femme fatale w swoim klasycznym filmie sensacyjnym Północ, północny zachód (1959) z Carym Grantem i Jamesem Masonem. Obraz według scenariusza Ernesta Lehmana stał się hitem box-office’u i miał istotny wpływ na późniejsze filmy tego gatunku. Obraz zajął 40. miejsce na liście Amerykańskiego Instytutu Filmowego (AFI) „100 najlepszych filmów wszech czasów”.
Obraz Hitchcocka, chociaż mógł być jej napędem do pierwszej ligi amerykańskiego aktorstwa, sama Saint ograniczyła pracę w filmie, aby więcej czasu spędzać z mężem, aktorem Jeffreyem Haydenem, oraz dwójką swoich dzieci. Niemniej jednak, w latach 60., zagrała w dwóch głośnych i niekonwencjonalnych obrazach. U boku Paula Newmana wystąpiła w historycznym dramacie o założeniu Izraela, filmie Exodus (1960), w reżyserii Otto Premingera. Drugim obrazem był dramat Wszystkie mu ulegają z Warrenem Beatty, Karlem Maldenem i Angelą Lansbury na podstawie powieści Jamesa Leo Herlihy’ego i w reżyserii Johna Frankenheimera.

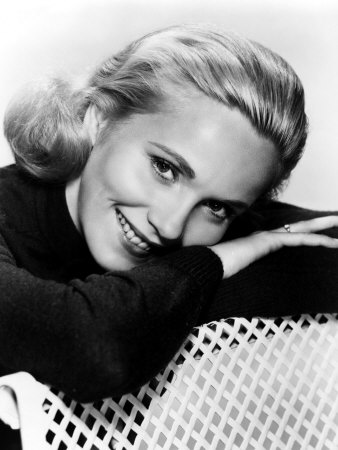
Eva Marie Saint (lata 50.)

W 1965 wystąpiła w melodramacie Brodziec z Elizabeth Taylor i Richardem Burtonem, a wraz z Jamesem Garnerem zagrała w dreszczowcu o II wojnie światowej 36 godzin w reżyserii George’a Seatona. Saint dołączyła również do gwiazdorskiej obsady komediowej satyry Rosjanie nadchodzą, w reżyserii Normana Jewisona oraz ponownie współpracowała z reżyserem Frankenheimerem przy dramacie sportowym Grand Prix (1966).
Po 1970 Saint powróciła do |telewizji, gdzie grywała w serialach, takich jak Statek miłości czy Na wariackich papierach. Za rolę w filmie telewizyjnym Taxi!!!, otrzymała nominację do nagrody Emmy. Do filmu kinowego powróciła blisko po dekadzie nieobecności, grając matkę Toma Hanksa w komedii Garry’ego Marshalla Nic ich nie łączy, jednak Saint wolała ograniczyć się do pracy w telewizji. W 1990 otrzymała nagrodę Emmy dla najlepszej aktorki drugoplanowej w miniserialu lub filmie telewizyjnym za rolę w filmie People Like Us.

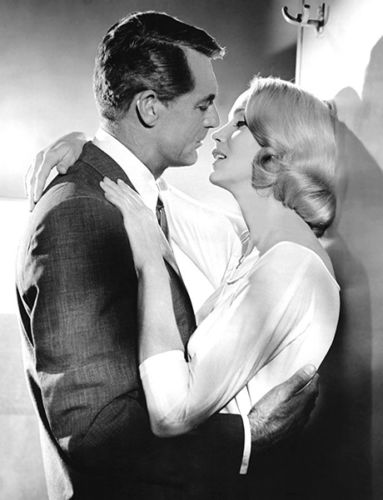
Cary Grant i Saint w scenie z filmu Północ, północny zachód (1959)

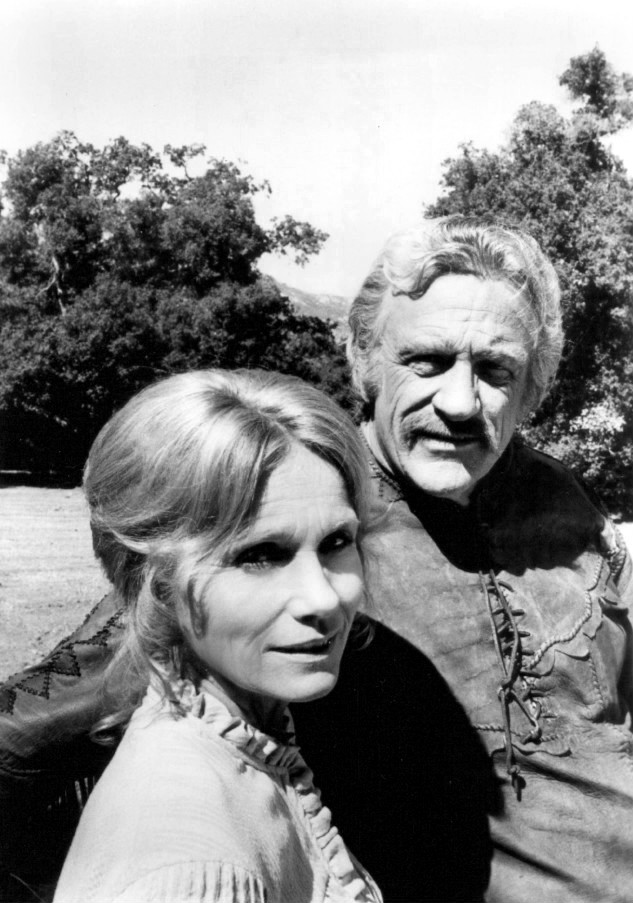
Saint i James Arness w serialu Jak zdobywano Dziki Zachód (1976)

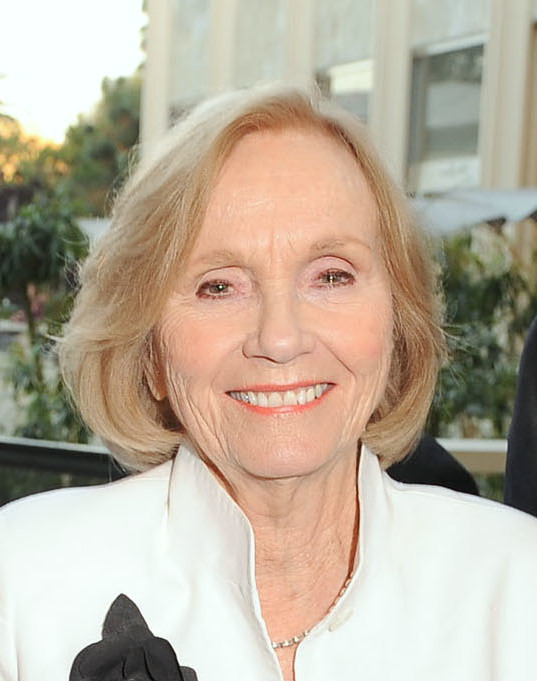
Eva Marie Saint (2009)

W 2000 powróciła do grania w filmach występując w Marzyłam o Afryce z Kim Basinger. W 2005 zagrała z Jessicą Lange i Samem Sheppardem w Nie wracaj w te strony. W tym samym roku pojawiła się w filmie familijnym Dzięki tobie, Winn-Dixie, gdzie zagrała gościnnie u boku AnnySophie Robb, Jeffa Danielsa i Cicely Tyson.
W 2006, Saint zagrała w swoim ostatnim filmie Superman: Powrót, jako Martha Kent, przybrana matka Supermana. Na planie aktorka partnerowała Brandonowi Routhowi, Kevinowi Spaceyowi, Kate Bosworth, i komputerowo wygenerowanemu Marlonowi Brando. W 2009 pojawiła się na 81. ceremonii wręczenia Oscarów, podczas której prezentowała nominacje w kategorii najlepszej aktorki drugoplanowej.
Aktorka ma dwie gwiazdy w Hollywood Walk of Fame, pierwsza to gwiazda filmowa znajdująca się przy 6624 Hollywood Boulevard, druga natomiast to gwiazda telewizyjna, znajdująca się przy 6730 Hollywood Boulevard.

## Filmografia

### Filmy fabularne
- 1947: A Christmas Carol
- 1953: The Trip to Bountiful jako Thelma
- 1954: Na nabrzeżach (On the Waterfront) jako Edie Doyle
- 1956: That Certain Feeling jako Dunreath Henry
- 1957: W poszukiwaniu deszczowego drzewa (Raintree County) jako Nell Gaither
- 1957: Kapelusz pełen deszczu (A Hatful of Rain) jako Celia Pope
- 1959: Północ, północny zachód (North by Northwest) jako Eve Kendall
- 1960: Exodus jako Kitty Fremont
- 1962: Wszystkie mu ulegają (All Fall Down) jako Echo O’Brien
- 1964: Carol for Another Christmas jako Fala
- 1965: Brodziec (The Sandpiper) jako Claire Hewitt
- 1965: 36 godzin (36 Hours) jako Pielęgniarka Anna Hedler
- 1966: Rosjanie nadchodzą (The Russians Are Coming, the Russians Are Coming) jako Elspeth Whittaker
- 1966: Grand Prix jako Louise Frederickson
- 1968: Był tu Salvaje (The Stalking Moon) jako Sarah Carver
- 1970: Zaloty (Loving) jako Selma Wilson
- 1972: Cancel My Reservation jako Sheila Bartlett
- 1974: The First Woman President
- 1976: The Macahans jako Kate Macahan
- 1976: The Fatal Weakness
- 1978: Taxi!!! jako Pasażerka
- 1978: A Christmas to Remember jako Emma Larson
- 1979: When Hell Was in Session jako Jane Denton
- 1980: Przekleństwo grobowca króla Tut (The Curse of King Tut's Tomb) jako Sarah Morrissey
- 1981: The Best Little Girl in the World jako Joanne Powell
- 1981: Splendor in the Grass jako pani Loomis
- 1983: Jane Doe jako Doktor Addie Coleman
- 1983: Malibu jako Mary Wharton
- 1984: Love Leads the Way: A True Story jako pani Eustes
- 1984: Fatal Vision jako Mildred Kassab
- 1986: Ostatnie dni Pattona (The Last Days of Patton) jako pani Patton
- 1986: Nic ich nie łączy (Nothing in Common) jako Lorraine Basner
- 1987: Zerwanie więzów rodzinnych, czyli... (Breaking Home Ties) jako Emma
- 1988: Przyjadę do domu na święta (I'll Be Home for Christmas)
- 1990: Voyage of Terror: The Achille Lauro Affair jako Marilyn Klinghoffer
- 1990: People Like Us jako Lil Van Degan Altemus
- 1991: Palomino jako Caroline Lord
- 1993: Kiss of a Killer jako pani Wilson
- 1995: Moja Antonia (My Antonia) jako Babcia Jimmy’ego
- 1996: Mariette in Ecstasy jako Matka św. Rafaela
- 1996: Bez Jimmy’ego (After Jimmy) jako Liz
- 1996: Titanic jako Hazel Foley
- 1997: Time to Say Goodbye? jako Ruth Klooster
- 2000: Aniołki taty (Papa’s Angels) jako Dori "Babcia" Jenkins
- 2000: Marzyłam o Afryce (I Dreamed of Africa) jako Franca
- 2003: Dom otwarty (Open House) jako Veronica
- 2005: Nie wracaj w te strony (Don't Come Knocking) jako Matka Howarda
- 2005: Dzięki tobie, Winn-Dixie (Because of Winn-Dixie) jako Panna Franny Block
- 2006: Superman: Powrót (Superman Returns) jako Martha Kent
- 2008: Fred Zinnemann - Der Mann, der 'High Noon' machte jako ona sama
- 2014: Zimowa opowieść (Winter's Tale) jako dorosła Willa

### Seriale telewizyjne
- 1949: The Clock
- 1949: Lights Out
- 1949: Suspense jako Francie
- 1949–1950: Actors Studio
- 1949–1953: Studio One jako Gość "David Cafe"
- 1950: The Prudential Family Playhouse jako Edith Cortwright
- 1950–1951: Versatile Varieties jako pokojówka Bonny
- 1950–1952: One Man’s Family jako Claudia Barbour Roberts #2
- 1953: ABC Album jako Kuzynka Liz
- 1953: The Web
- 1953: Eye Witness
- 1953: Martin Kane, Private Eye
- 1953: The Revlon Mirror Theater
- 1953–1954: Goodyear Television Playhouse jako Frances Barclay
- 1953–1955: The Philco Television Playhouse jako Betty
- 1954: Kraft Television Theatre jako Tina
- 1954: General Electric Theater jako Maudle Applegate
- 1955: Producers' Showcase jako Emily Webb / Panna Blake
- 1964: Bob Hope Presents the Chrysler Theatre jako Diane Wescott
- 1977: Jak zdobywano Dziki Zachód (How the West Was Won) jako Katherine 'Kate' Macahan
- 1983–1984: Statek miłości (The Love Boat) jako Ciocia Helen / Priscilla
- 1986: A Year in the Life jako Ruth Gardner
- 1986–1988: Na wariackich papierach (Moonlighting) jako Virginia 'Ginny' Hayes
- 1999: Frasier jako Joanna Doyle
- od 2012: Legenda Korry (The Legend of Korra) jako Korra (głos)

### Producent wykonawczy
- 1991: Primary Colors: The Story of Corita

## Nagrody
- Nagroda Akademii Filmowej Najlepsza aktorka drugoplanowa: 1955 Na nabrzeżach
- Nagroda Emmy Najlepsza aktorka drugoplanowa w miniserialu lub filmie telewizyjnym: 1990 People Like Us